# Elma Saiz
Elma Saiz Delgado (ur. 2 grudnia 1981 w Pampelunie) – hiszpańska polityk, prawniczka, doradca podatkowy, nauczycielka akademicka i działaczka samorządowa, od 2023 minister przeciwdziałania wykluczeniu, zabezpieczenia społecznego i migracji.

## Życiorys
Uzyskała licencjat z prawa oraz magisterium z doradztwa podatkowego na Uniwersytecie Nawarry. Została nauczycielką akademicką na tej uczelni, była też partnerem zarządzającym w przedsiębiorstwie zajmującym się doradztwem prawnym i podatkowym. Zaangażowała się w działalność PSN – oddziału Hiszpańskiej Socjalistycznej Partii Robotniczej (PSOE) z Nawarry. W latach 2003–2007 sprawowała mandat posłanki do regionalnego parlamentu. Od 2008 do 2012 pełniła funkcję delegata rządu hiszpańskiego w tej wspólnocie autonomicznej. Następnie kierowała publicznym instytutem zajmującym się sprawami równości i rodziny. W latach 2019–2023 była członkinią rządu Nawarry, w którym odpowiadała za gospodarkę i finanse. Zasiadła również w radzie miejskiej Pampeluny.
W listopadzie 2023 powołana na urząd ministra przeciwdziałania wykluczeniu, zabezpieczenia społecznego i migracji w trzecim rządzie Pedra Sáncheza.